# Jean-Luc Bichaud
Jean-Luc Bichaud, né le 19 septembre 1960 à Paris, est un plasticien français.
Il vit et travaille à Paris et dans la Sarthe.

## Biographie
Jean-Luc Bichaud obtient un DEA d'arts plastiques à l'université Paris-I-Panthéon-Sorbonne en 1990.
Il enseigne les arts plastiques et visuels à l'École nationale supérieure d'architecture de Paris-Belleville. On observe que l'ensemble de son œuvre « est étroitement lié à la nature qu'il extrait de son contexte en usant de mediums variés (greffes, cages, aquariums, cultures hors sol). Il travaille sur l'idée d'« associations improbables » dans lesquelles les éléments naturels sont soumis à d'étranges détournements ». Clarisse Russel confirme de la sorte que « Jean-Luc Bichaud défie nos habitudes en modifiant le contexte d'être vivants ». Cette relation à la nature de son travail est également soulignée par Claude d'Anthenaire qui a mis en place les appeaux de Jean-Luc Bichaud dans les collections du musée de la Chasse et de la Nature à Paris.
Ses œuvres ont été pré-sélectionné à de nombreuses reprises pour des 1% artistiques : collège Pierre de Ronsart à Saint-Maur ; collège Pablo Neruda à Bretigny-sur-Orge ; collège Louise-Michel à Chaumont ; lycée agricole à Yssingeaux…

## Expositions

### Expositions personnelles
- 1989 : Usine éphémère, Paris[6].
- 1993 : Centre Catherine-Mayeur, Bruxelles[6].
- 1996 : galerie Lucien Durand, Paris[6].
- 2000 : galerie Alain Le Gaillard, Paris.
- 2001 : La Serre, Cité des Sciences et de l'Industrie, Paris
 Foire de Bruxelles, Galerie Alain Le Gaillard, Centre d'art Contemporain, Istres.
- mars-avril 2002 : galerie municipale Édouard-Manet, Gennevilliers[7].
- 2002 : Jean-Luc Bichaud - Éponges et système d'irrigation, serre du domaine de Chamarande[8].
- 2003 : Cité Universitaire Internationale de Paris.
- février-mai 2004 : château d'Oiron[9].
- janvier-mars 2005 : Jean-Luc Bichaud - Les hauts-reliefs, La Maréchalerie, École nationale supérieure d'architecture de Versailles[10].
- Printemps 2006 : Jean-Luc Bichaud - Paysages de fantaisie, espace d'art contemporain André-Malraux, Colmar[11].
- Mars-avril 2006 : galerie Alain Le Gaillard, Paris[12].
- 2008 : parc d'Orléans-La Source, Monpazier (Dordogne).
- Août-septembre 2009 : Jean-Luc Bichaud - Apporter de l'eau au moulin, moulin de la Rouzique, Couze-et-Saint-Front[13].
- 2011 : parc de Branféré (Morbihan).
- Mai-octobre 2011 : Jean-Luc Bichaud - La grande arche, Sainte-Chapelle du château de Vincennes[14],[15],[16].
- 2013 : Espace Arc-en-ciel, Lens-Liévin.
- Octobre-décembre 2017 : Jean-Luc Bichaud - Compléments de lieu, Château de Champs-sur-Marne[2],[17].
- Mars 2018 : Jean-Luc Bichaud - Nature à vif, Forum des arts et de la culture, Talence[18].
- Juin-août 2021 : Jean-Luc Bichaud - Jardin de propreté, place Choiseul, Tours[19].

### Expositions collectives
- Octobre 2001 - février 2002 : C'est l'automne, on rentre les plantes - Beatrix von Conta, Jean-Luc Bichaud, Centre d'art contemporain d'Istres,
- Mai-octobre 2002 : Art grandeur nature 2002 - Animalerie, parc départemental de La Courneuve.
- Octobre-décembre 2002 : Les heures claires, villa Savoye, Poissy[20].
- avril-juillet 2004 : Les Environnementables - Troisième Biennale du Land Art, parc paysager de L'ÉA Tecomah, Jouy-en-Josas[21],[22].
- Septembre-octobre 2006 : Festival des jardins de rue, Lyon[23].
- Automne 2006 : Atmosphères, hôtel de ville de Gouarec.
- Juillet-septembre 2007 : À la surface de l'eau, jardin de l'hôtel de ville de Fontenay-le-Comte.
- Juillet-octobre 2007 : Dix ans , espace d'art contemporain André-Malraux, Colmar.
- Septembre-novembre 2007 : Dessine-le, espace culturel François-Mitterrand, Périgueux.
- 2008 : O.G.M., Cité des sciences et de l'industrie, Paris[24].
- 2009 : L'art  à l'orée du bois, Musée Robert-Dubois-Corneau, Brunoy.
- Juin-août 2009 : Biennale internationale d'art contemporain de Melle - Être arbre, être nature, Melle (Deux-Sèvres)[25],[26].
- Avril-mai 2010 : Mont-de-Marsan Sculptures - Neuf artistes contemporains, Mont-de-Marsan[27],[28].
- Juillet-octobre 2010 : Micro-climat 2010, Château et parc culturel de Rentilly, Bussy-Saint-Martin[29].
- Juin-novembre 2012 : Contre nature ou les fictions d'un promeneur d'aujourd'hui, MUDO - Musée de l'Oise, Beauvais[8].
- 2013 : Eaux précieuses, centre culturel Bleu Pluriel, Trégueux[30].
- Janvier-mars 2014 : À Posteriori, La Maréchalerie, École nationale supérieure d'architecture de Versailles[3].
- Juin-septembre 2014 : Parcours Art & Nature 2014, site des Renaudières, Carquefou[31].
- Juin-septembre 2015 : Lieux mouvants - Tiré de rideau, carrière gallo-romaine de Locuon, Ploërdut[32].
- Avril-octobre 2019 : Jumièges à ciel ouvert - Jean-Luc Bichaud, Shigeko Hirakawa, Christian Lapie, Will Menter, Nils-Udo, abbaye de Jumièges[33],[34].
- Octobre 2019 : Nature en ville, Micro-Folie, Sevran[35].

## Réception critique
- « Si le jardin renvoie habituellement à la nostalgie du paradis perdu, c'est sans prétention ni romantisme que Jean-Luc Bichaud se fait le démiurge d'une récréation, amusé mais lucide et qui n'aurait pas commencé par séparer les cieux, les mers et les terres. Il nous propose un jardin que tout sentiment de sublime aurait déserté, mais présidé par des principes ornementaux qui assignent un nouvel ordre aux éléments. Les matériaux utilisés relèvent de la banalité, voire de la vulgarité, même si ou parce qu'ils sont communément associés au décoratif. En définitive - et avec la douce ironie de l'artiste - ne pourrait-on considérer l'ornement, si présent, comme l'impureté propre à toute procédure d'hybridation ? » - Catherine Mayeur[11]
- « Ses associations improbables dénaturent le naturel. » - Léa Iribarnegaray[16]
- « La greffe est une expérience du vivant qui permet d'engager une création. Dans son travail, Jean-Louis Bichaud mène une réflexion autour de celle-ci.Il fait se rencontrer des éléments incompatibles, donnant à voir des hybridations improbables. Dans Pastels sur fusain I, il greffe sur des branches fusain des pastels bleus à l'aide de raphia. Il réalise également une série de greffes sur des rosiers… Le rosier est donc une plante soumise à la culture, à la transformation humaine, à la greffe, il est rendu "monstrueux". Ce choix d'espèce végétale pour questionner l'hybridation n'est donc pas anodin de la part de Bichaud. Aux épines de ces rosiers, l'artiste substitue des crayons de couleurs : les mines forment les épines. Il donne également à chaque plante des noms correspondant à ceux d'un peintre célèbre, par exemple Auguste Renoir ou Paul Gauguin. Il met en évidence que l'homme s'intéresse à la nature parce qu'il cherche à la maîtriser. Dans le travail de l'artiste, la greffe est un échec : les crayons tombent, la greffe ne permet pas une circulation vitale entre les éléments, mais à l'inverse elle crée le monstrueux. » - Cécile Rotereau[1]
- « Il existe des approches du vivant dans le monde de l'art contemporain qui ne tentent ni d’"objectiviser" le vivant ni de le fondre dans le non-vivant, mais lui accordent une autonomie et encouragent son évolution (Jean-Luc Bichaud, Jacques Vieille, Michel Blazy…). Comme le formule Jean-Luc Bichaud, ces artistes qui explorent les enjeux de signification qui se dissimulent dans la composition formée par les termes objet / animé / inanimé / vivant / semi-vivant, abordent la question d'une "greffe" possible entre la question du vivant et celle de l'objet. » - Rahma Khazam[36]

## Œuvres

### Collections publiques
- Fonds régional d'art contemporain Île-de-France.
- Département des estampes et de la photographie de la Bibliothèque nationale de France, Paris, Festival de l'Oh !, estampe, L'Atelier imprimeur, 2005.
- Cité internationale universitaire de Paris[37].
- Musée de la Chasse et de la Nature, Paris, Souffler n'est pas jouer, appeaux, bois, métal, verre, mastic à greffer, encre sur papier, 2006-2007[38],[39],[5].
- Fonds départemental d'art contemporain Seine-Saint-Denis[35].
- Musée d'art contemporain du Val-de-Marne, Vitry-sur-Seine[40].

### Collections particulières référencées
- Fondation d'art contemporain Daniel et Florence Guerlain, Les Mesnuls.
- Château du Rivau, Lémeré (Indre-et-Loire)[41].

### Filmographie
- Jean-Luc Bichaud, film de Géraldine Bloch, interview de l'artiste par Valérie Durand-Labayle et Isabelle Limousin, MAC VAL Vitry-sur-Seine, 2006 (durée : 48 min).